# Intreccio (tecnica costruttiva)
La manipolazione di elementi lunghi, sottili e flessibili è una delle tecniche più antiche adoperate dall'uomo. Attraverso la tecnica dell’intreccio questi elementi sono portati a collaborare e l'insieme assume proprietà e offre prestazioni impensabili guardando il materiale di partenza.
Alcuni esemplari di oggetti intrecciati tra i più antichi che si siano conservati sino ad oggi sono egiziani e risalgono al principio del quinto millennio a.C. Se si considera che il materiale di base era altamente deperibile, che gli oggetti avevano una funzione domestica quotidiana, l'intreccio di elementi vegetali flessibili deve essere stato praticato per molto tempo e in aree lontane e diverse tra loro prima di arrivare ai corredi sepolcrali dell'antico Egitto.
Quasi tutti gli uccelli intrecciano elementi vegetali per la realizzazione dei propri insediamenti sia individuali che collettivi. Le tecnologie usate per la costruzione dei nidi sono due e possono essere utilizzate separatamente e congiuntamente. Tra i numerosi altri cicogne e pappagallini accatastano rami su rocce, alberi o altro supporto, disponendo sotto i pezzi più grossi e resistenti, sopra i più sottili e morbidi. La irregolarità dei rami o rametti raccolti favorisce l'aggrovigliamento, l'interconnessione degli elementi che arrivano a formare un insieme solidale. Altre specie (i cosiddetti passeri tessitori) hanno la capacità di intrecciare elementi filiformi, flessibili. Lunghi fili d'erba e frammenti di fronde di palma sono afferrati con il becco. Volando via, il peso della parte a terra permette di strappare dal bordo una striscia abbastanza lunga. La striscia, insieme a molte altre simili, viene attorcigliata attorno all'estremità di un ramo e annodata con altri frammenti.
Dal materiale alla ripetitività del gesto per la generazione di una forma
I diversi modi di annodare e disporre il materiale vegetale sono molti. Ugualmente variegato è il ventaglio delle forme prodotte a seconda dei luoghi, usi, epoche, etc.
La struttura di molte capanne in Africa e in Indonesia appare come un cesto rovesciato, con rami e canne al posto dei giunchi. La geometria prevalente è quella del tessuto che conquista la terza dimensione grazie ad una sapiente variazione della lunghezza o distanza relativa degli elementi. Nella tela normalmente i fili sono di pari lunghezza ed il tessuto è piatto come il fondo dei cesti comuni. Per far salire la parte cilindrica o conica del cesto, i giunchi orizzontali hanno direzioni e lunghezze diverse dagli elementi verticali, ottenuti piegando verso l'alto trama e ordito del fondo. Nelle capanne Zulu (sud Africa), ad esempio, i rami prima sono infilati a terra lungo un perimetro circolare, poi sono incurvati per poter essere annodati l'uno con l'altro. Progressivamente i rami assumo la configurazione di semicerchi intessuti tra loro per descrivere una superficie parabolica o ellittica (doppia curvatura convergente). Se i rami o canne sono disposti in due file parallele, l'intreccio genererà una volta a botte, come nelle capanne Tamil (India).
Tecnologie costruttive derivate dall'intreccio con il concorso di altri materiali

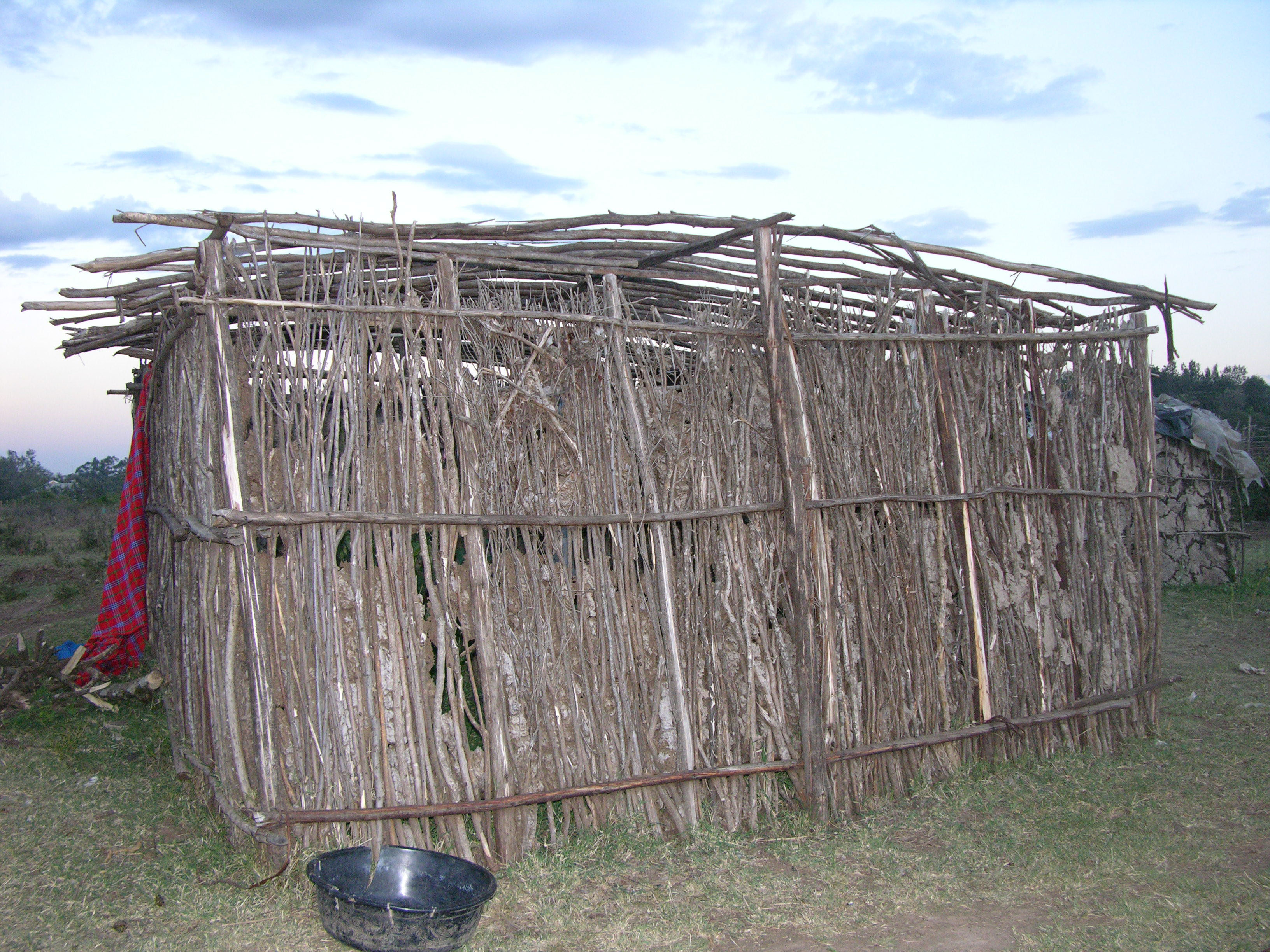
L’intreccio vegetale nelle costruzioni archetipe
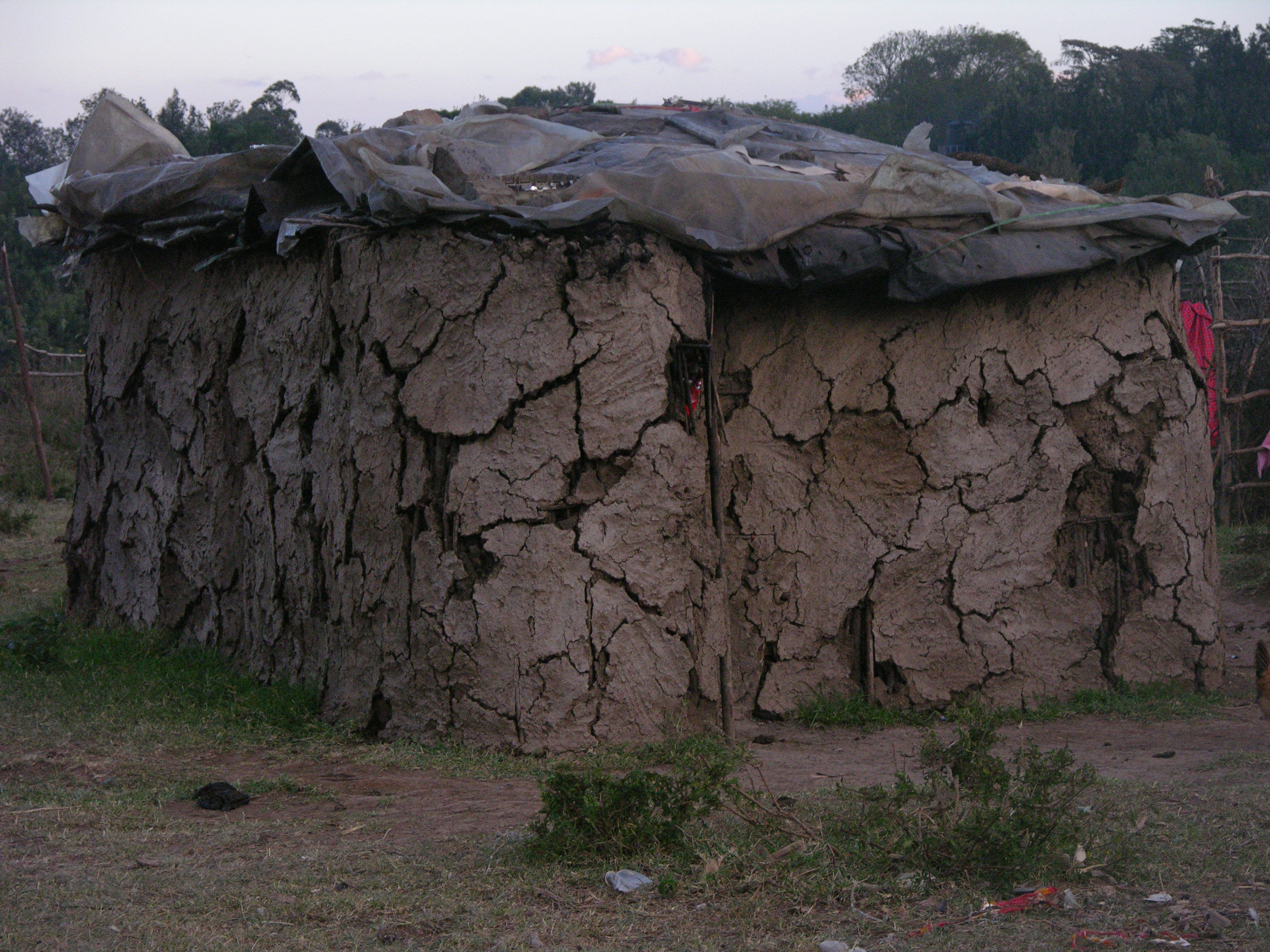
Impermeabilizzazione e completamento della capanna
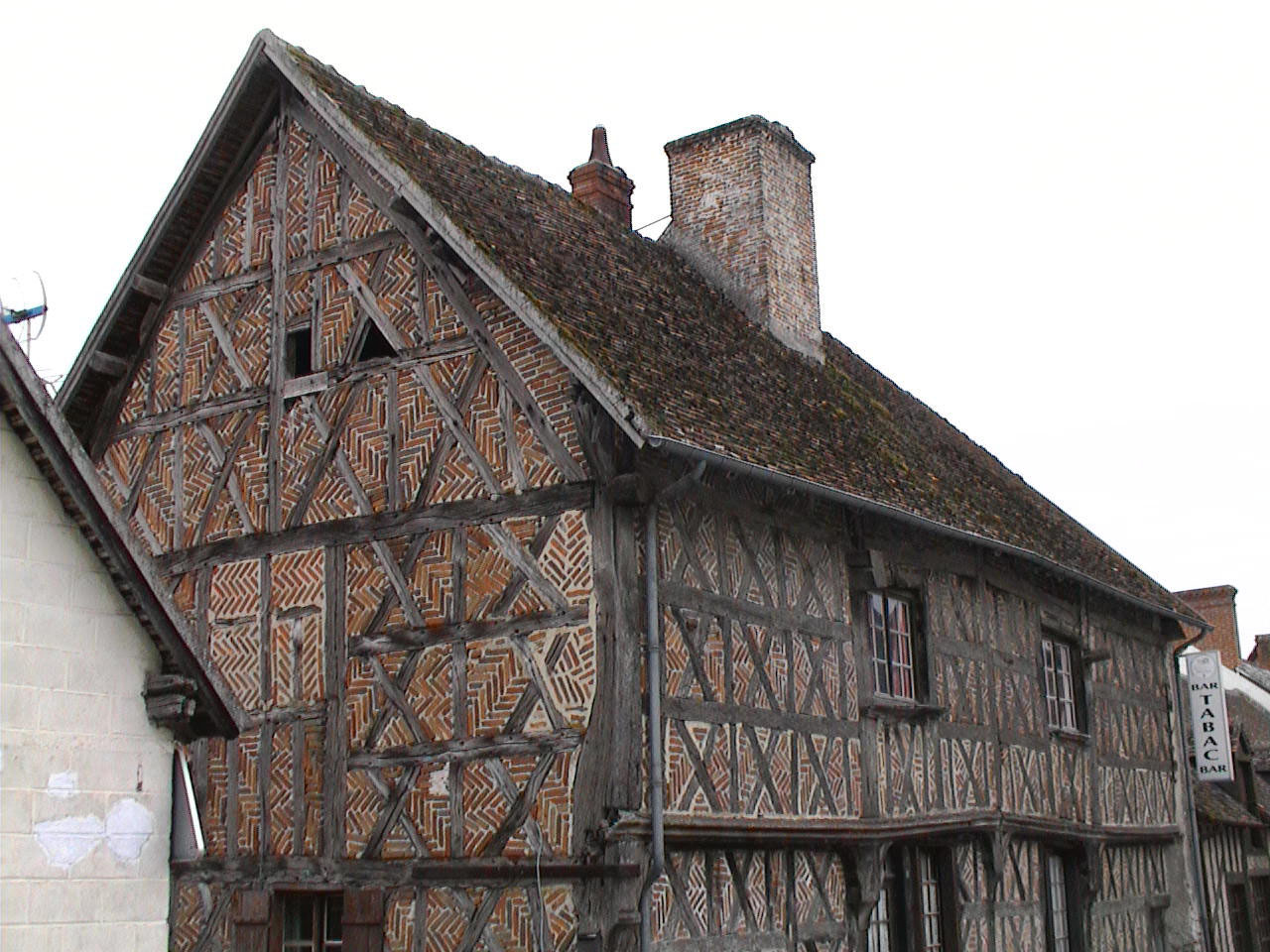
Il reticolo strutturale in legno di derivazione celtica
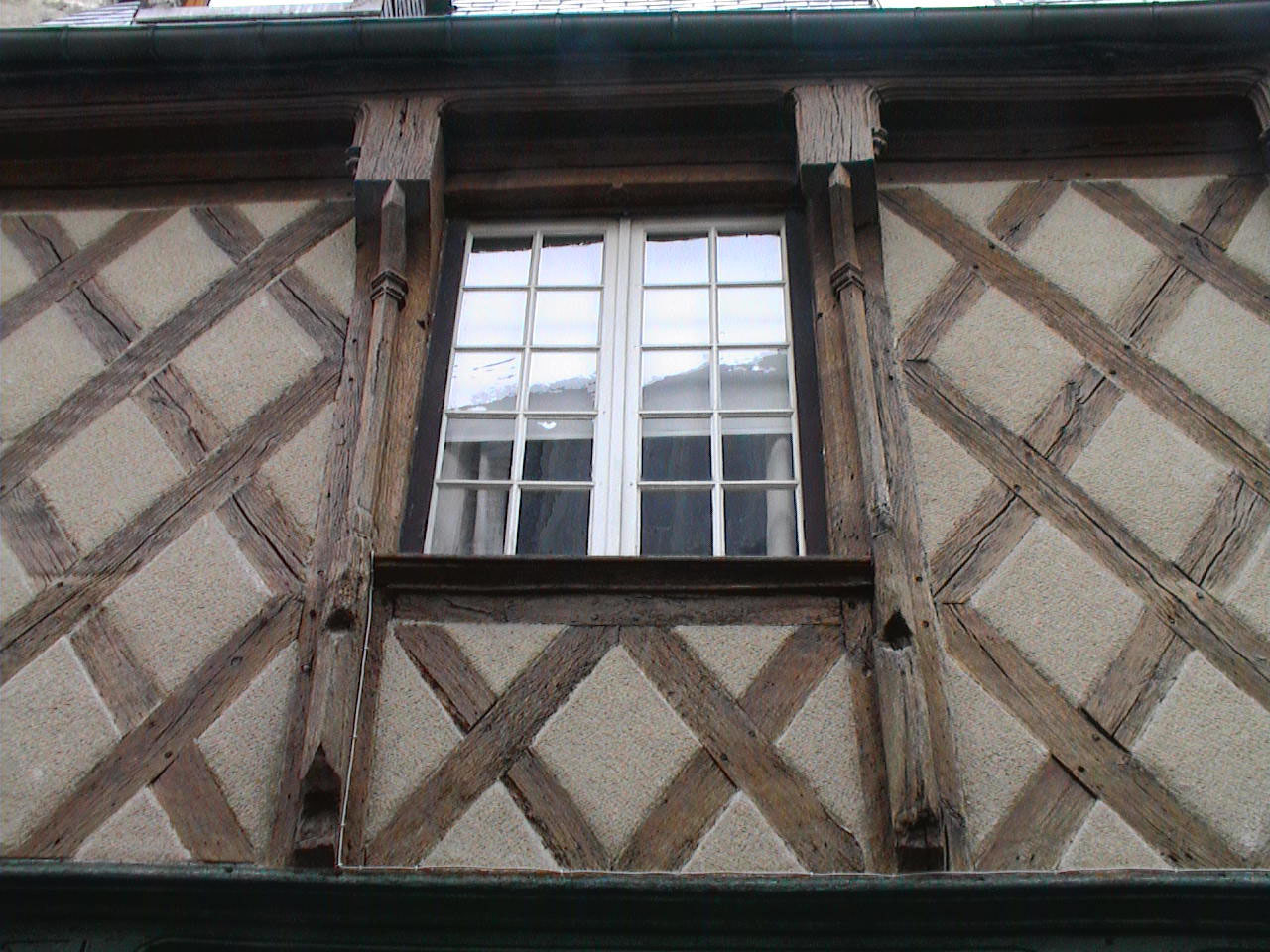
Le interpretazioni funzionali di un principio tecnico

Nel passaggio dalla pastorizia all'agricoltura, e del nomadismo alla stanzialità l'intreccio si è trasformato in reticolo. In particolare gli elementi costitutivi sono aumentati di spessore, i nodi sono stati sostituiti dai giunti, la geometria da curvilinea è diventata ortogonale. L'uso del fango per chiudere e impermeabilizzare gli interstizi è sempre stato utilizzato, fin dalla produzione dei cesti, poi nella capanna e infine nelle prime abitazioni stabili. Anche l'uso del fango si è evoluto nel mattone e nella terracotta sino a consolidarsi nel sistema costruttivo celtico composto da una struttura reticolare in legno ed un tamponamento in mattoni.
La gabbia strutturale, derivata dal reticolo in giunchi, canne o legno, nel corso del secolo XIX ha caratterizzato prima le architetture in ferro, poi quelle in calcestruzzo armato. Nell'ultimo periodo invece l'intreccio è stato oggetto di una nuova attenzione per la sua capacità di generare superfici a doppia curvatura, al tempo stesso molto resistenti e molto leggere. Un filo ideale collega lo studio delle geodetiche dagli anni sessanta (Richard Buckminster Fuller per l'Expo di Montreal) ai giorni nostri (Nicholas Grimshaw nell'Eden Project), dei gusci reticolari dagli anni settanta (Frei Otto nella Multihalle a Manheim) ai giorni nostri (Shigeru Ban nel esperimento per la Rice University e Norman Foster nella copertura del British Museum), sino ai gusci leggeri continui (Toyo Ito nel Relaxation Park ad Alicante). Ovviamente la varietà di materiali e processi oggi disponibili e la complessità degli strumenti a disposizione del progettista rendono il principio dell'intreccio non immediatamente riconoscibile nel manufatto architettonico. L'archetipo tecnologico resta però determinante per interpretare la concezione geometrica e strutturale di molte architetture contemporanee.
Strutture reticolari leggere generate da nodi, maglie, iterazioni e superfici a doppia curvatura
(Eden Project – Nicholas Grimshaw)

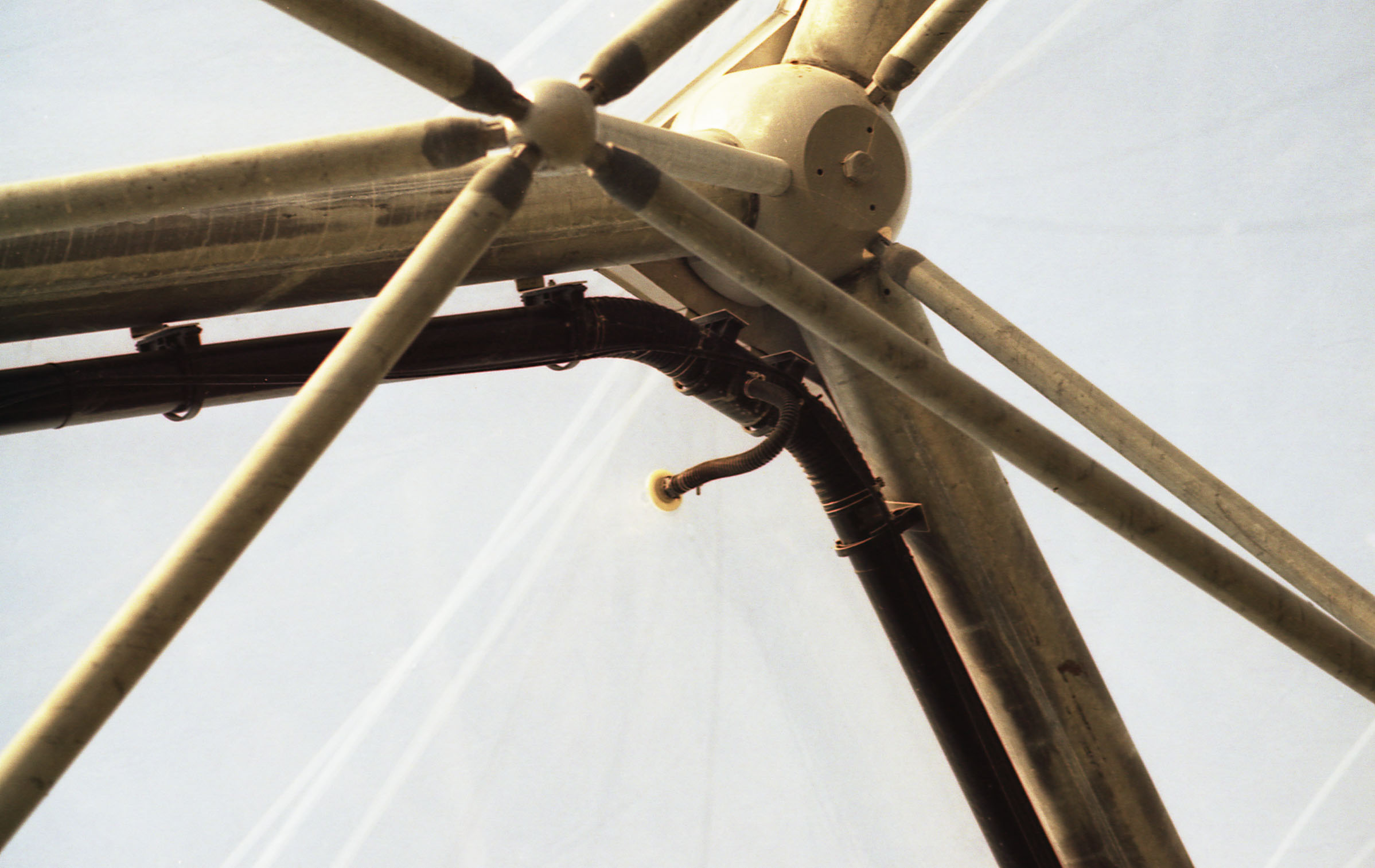
L’elemento generatore
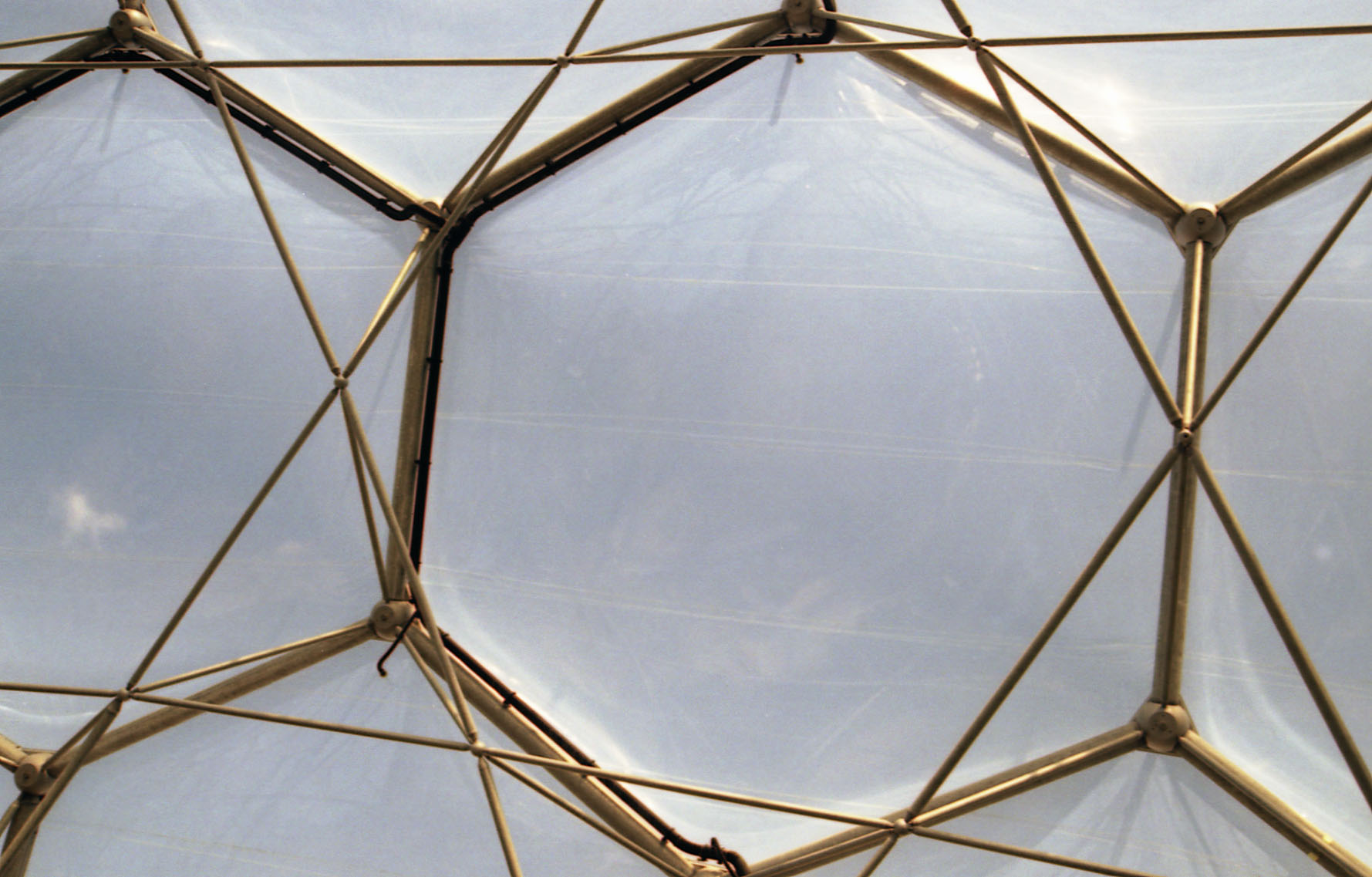
L’aggregazione elementare
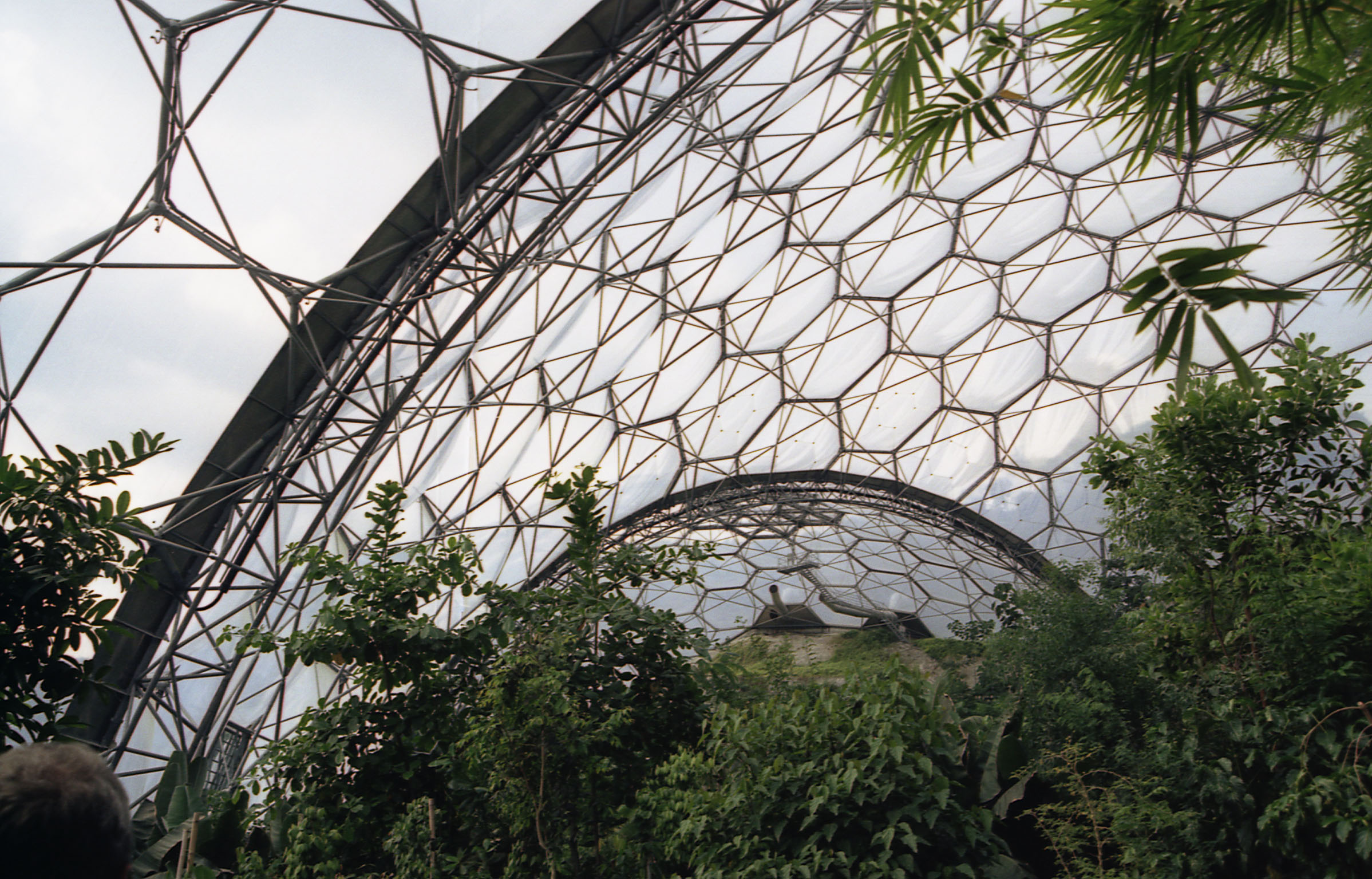
La generazione del reticolo
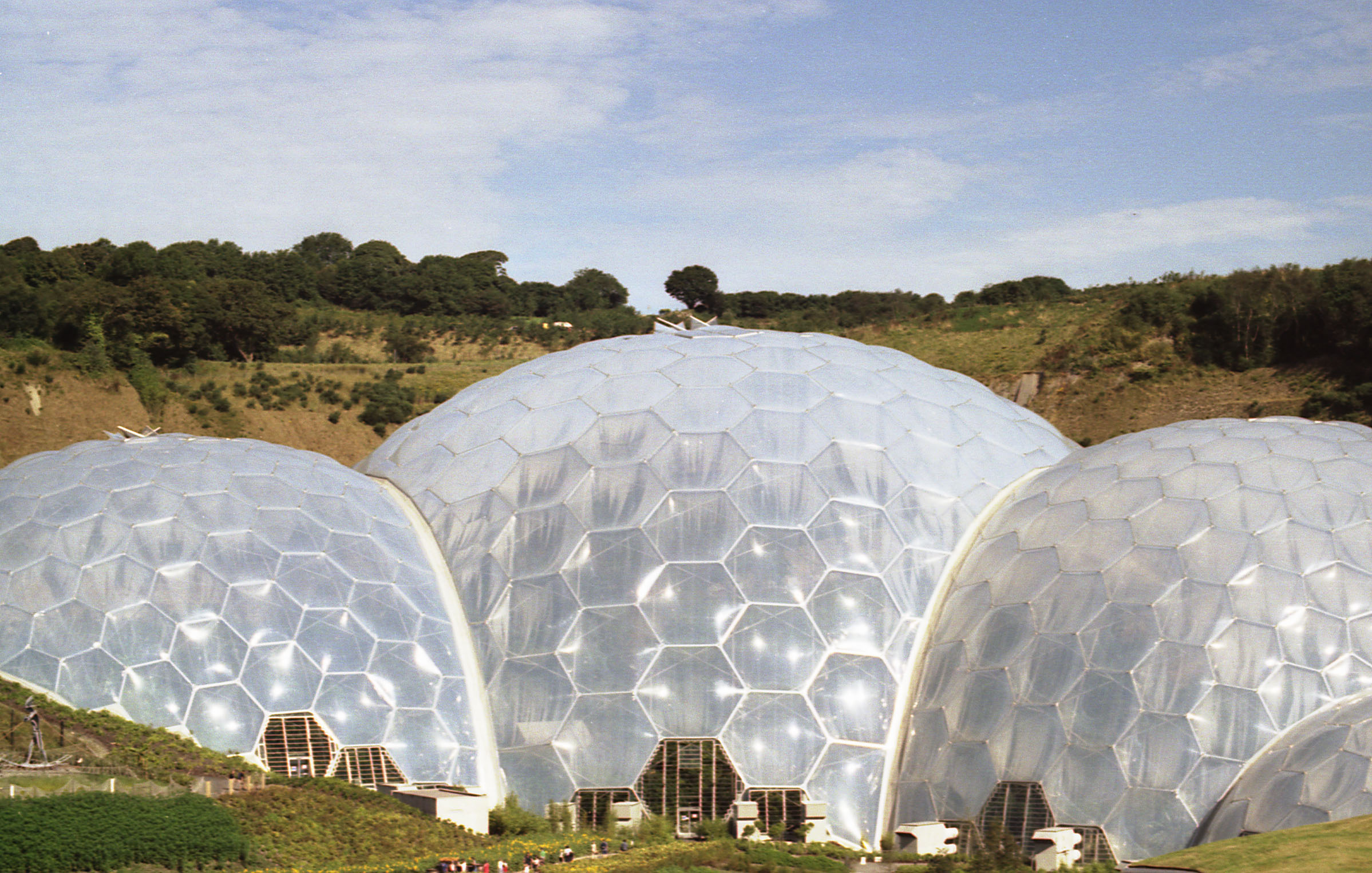
La forma delle cupole

La caratteristica, che ha maggiormente attirato l'attenzione di progettisti e ricercatori in queste esperienze recenti, riguarda le similitudini tra l'intreccio e il cosiddetto automa cellulare intesi ambedue come esempi di auto-organizzazione. Molti processi in natura sono regolati da meccanismi in cui ogni elemento si relaziona con quelli vicini, pur ignorando o non essendo in grado di correlarsi con la strategia complessiva dell'organismo vivente. Il modo con cui i giunchi si legano l'uno all'altro nella produzione del cesto, indipendentemente da quella che sarà la forma finale, ne è una traduzione in ambito tecnologico. E questo apre un campo di ricerca di grande interesse posto al confine tra biologia, ingegneria, ecologia e architettura.
Approccio sperimentale alla scoperta dei meccanismi automatici nelle geometrie naturali

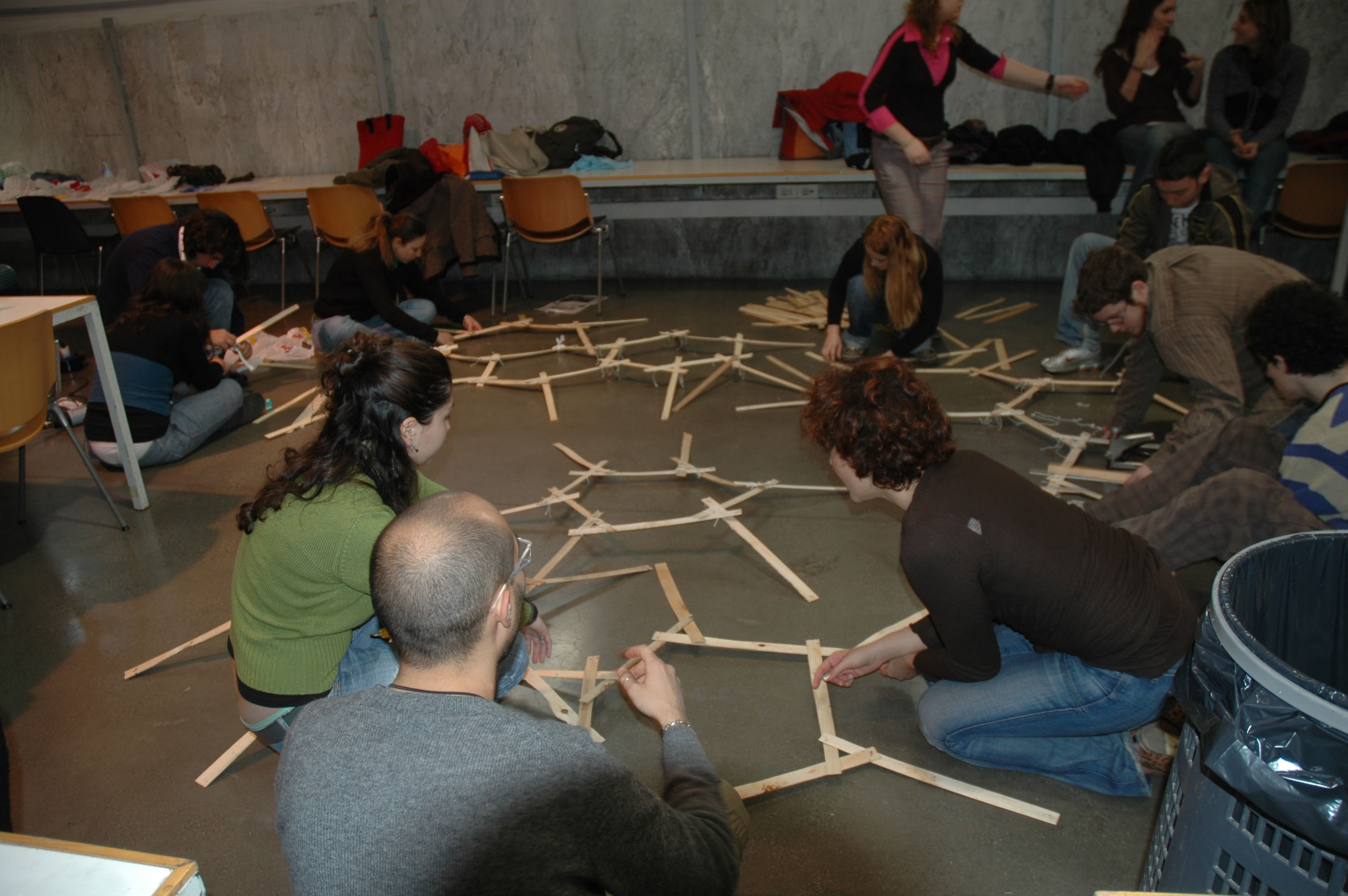
Stecche di legno disposte a svastica
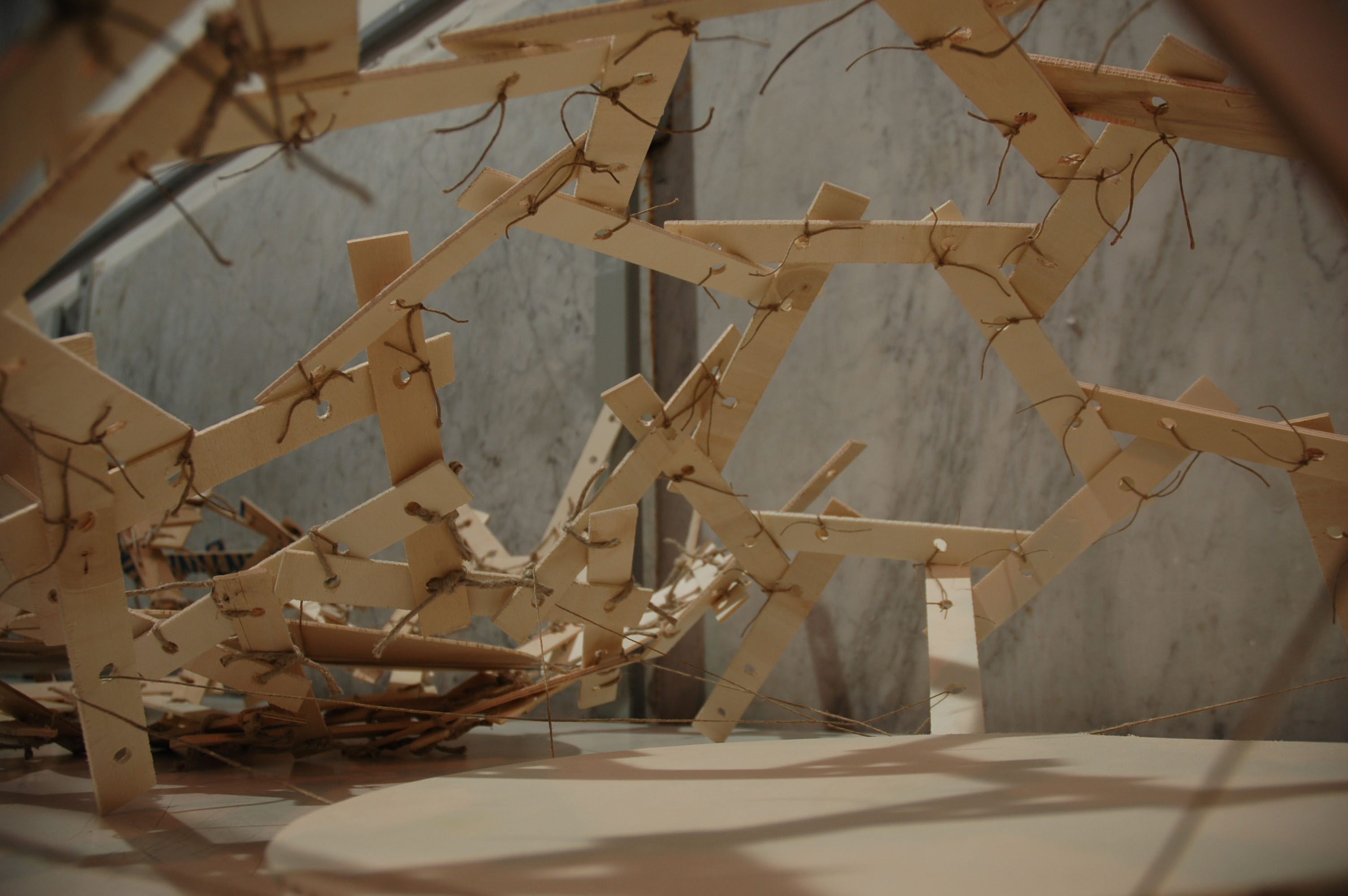
Generazione di forme attraverso l’iterazione
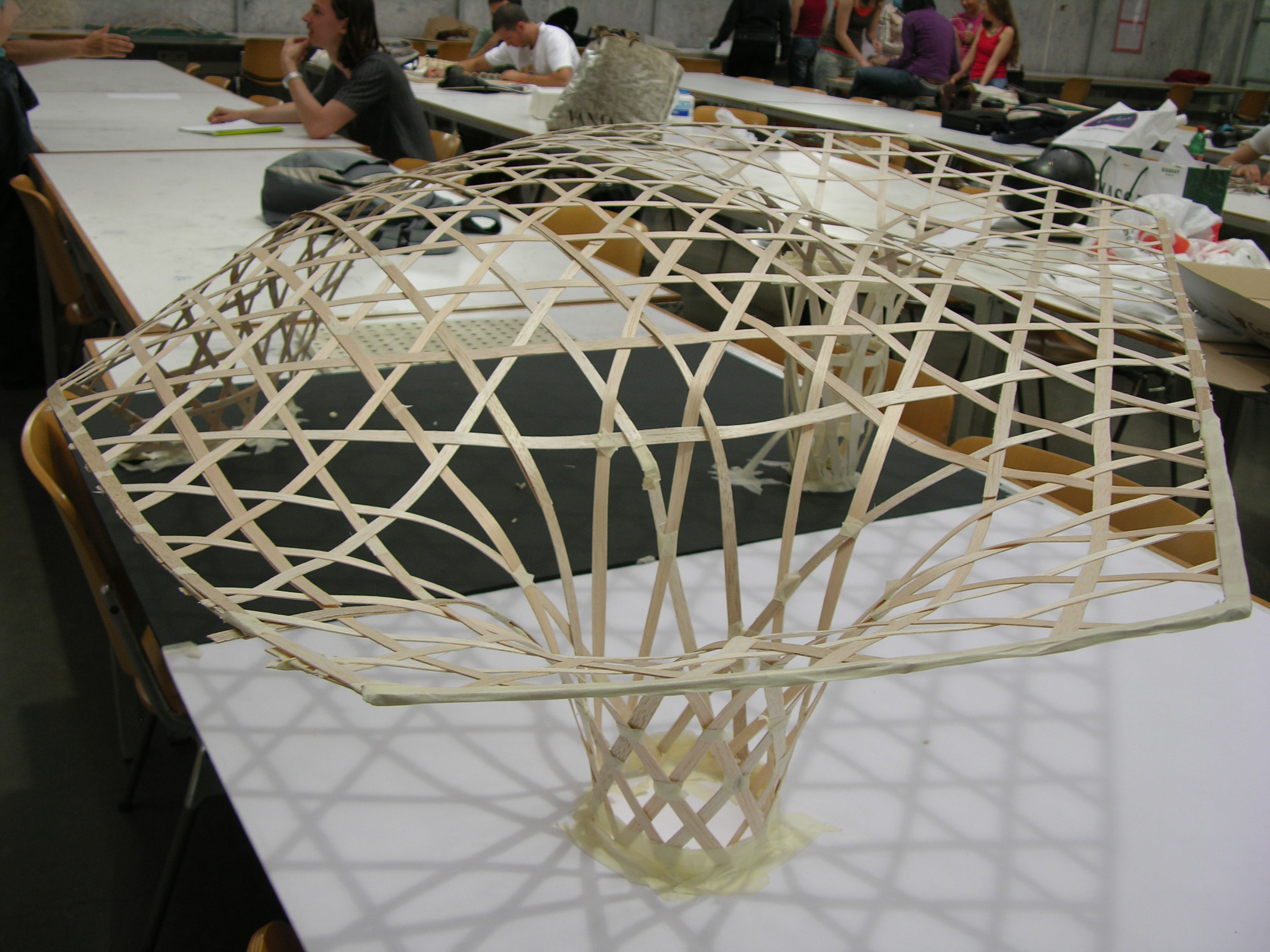
Stabilizzazione della forma attraverso la curvatura
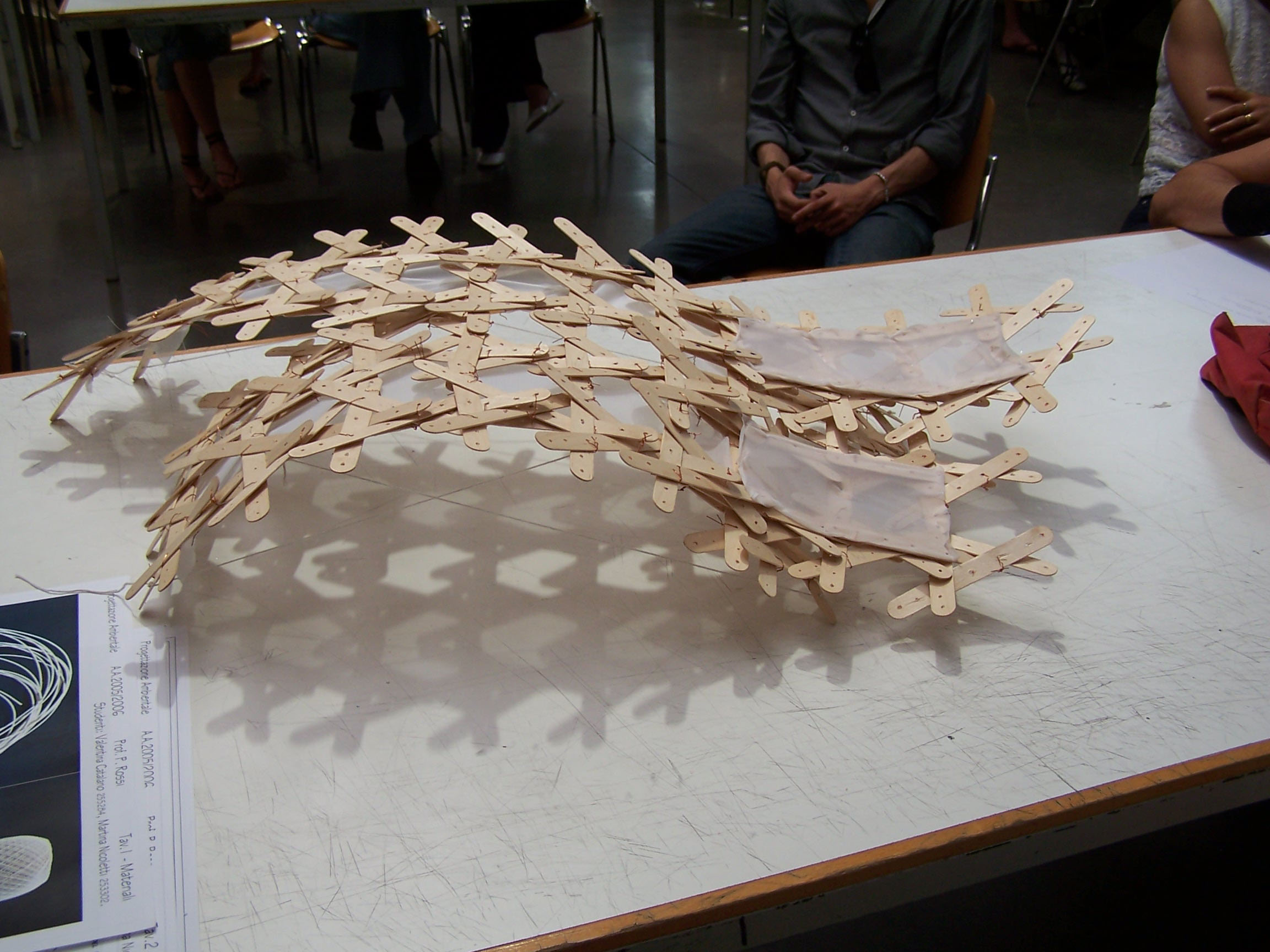
Uso del risultato come componente architettonico

Dal materiale (canna), alla regola (triangolo), alla geometria, sino alla struttura auto-organizzata

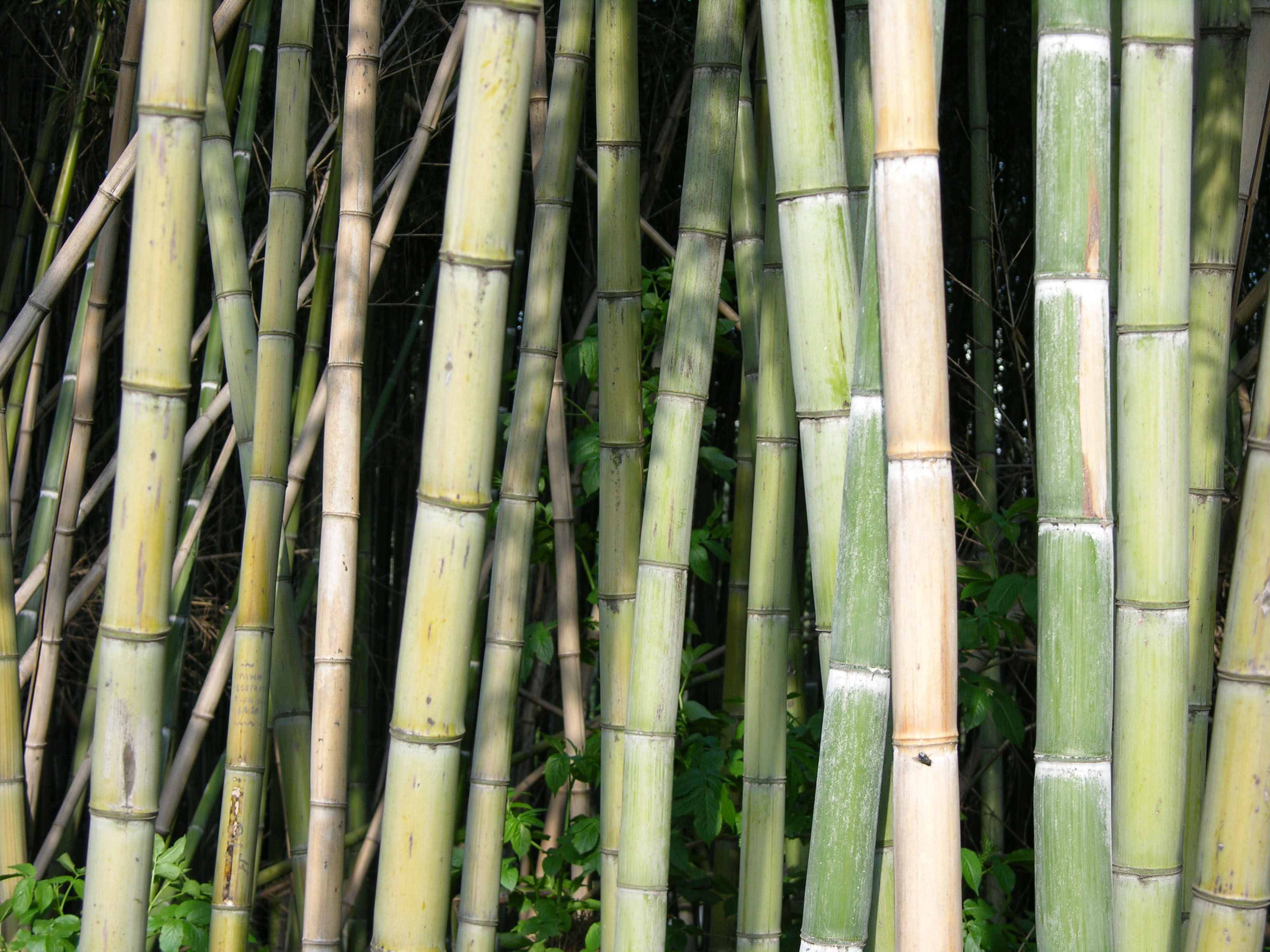
La forma iniziale del materiale
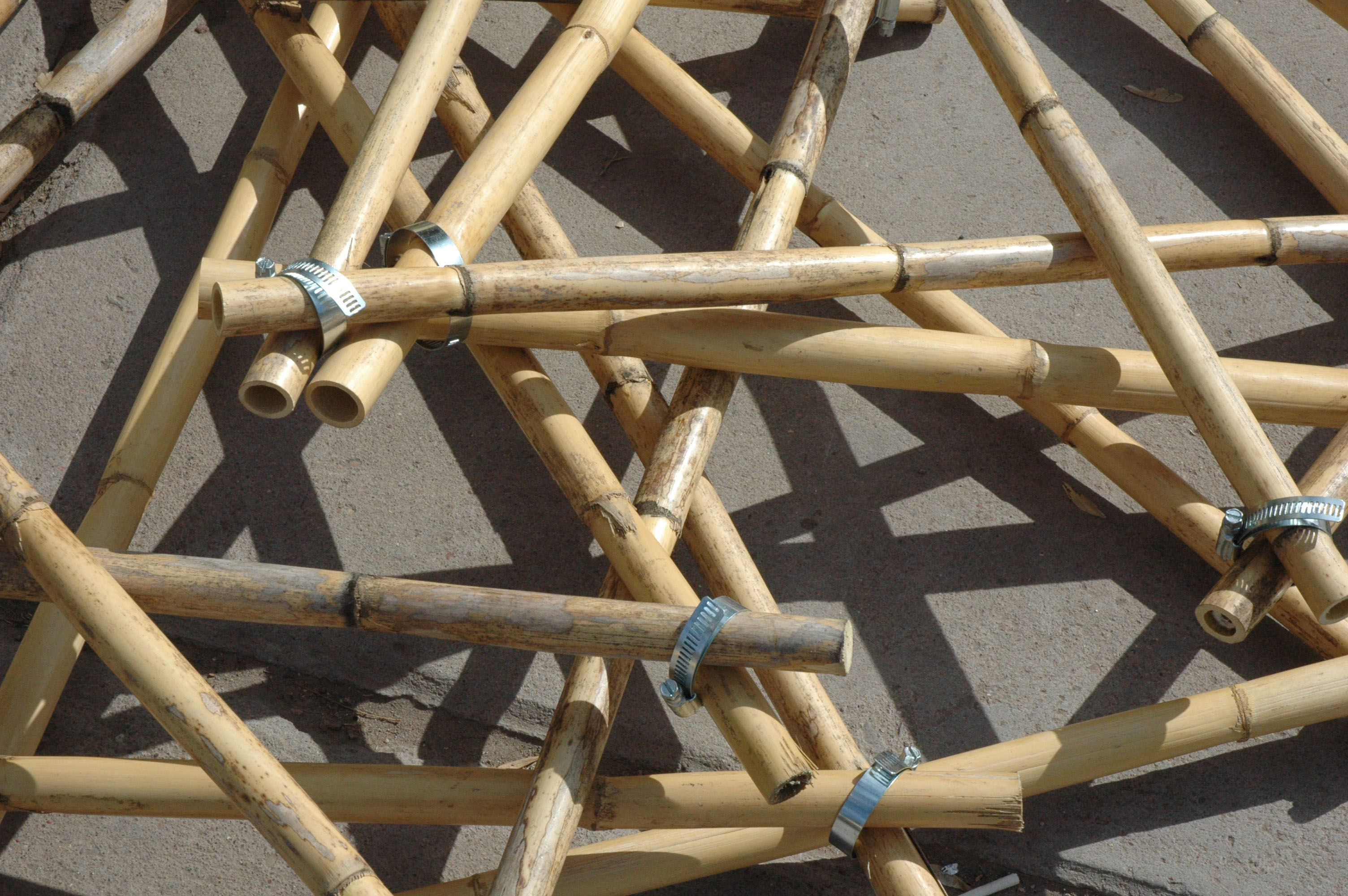
Le modalità di aggregazione
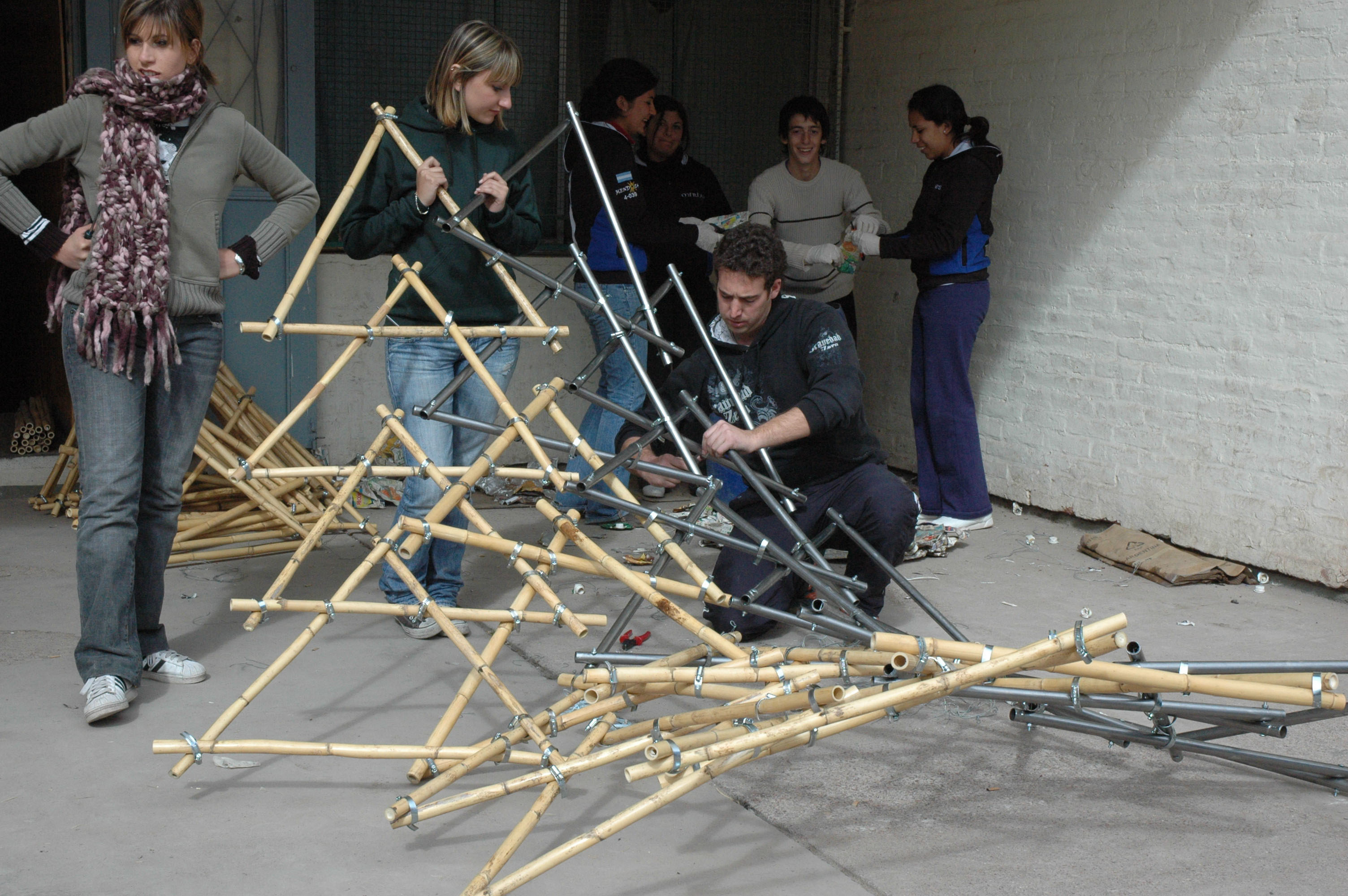
Generazione di superfici a doppia curvatura
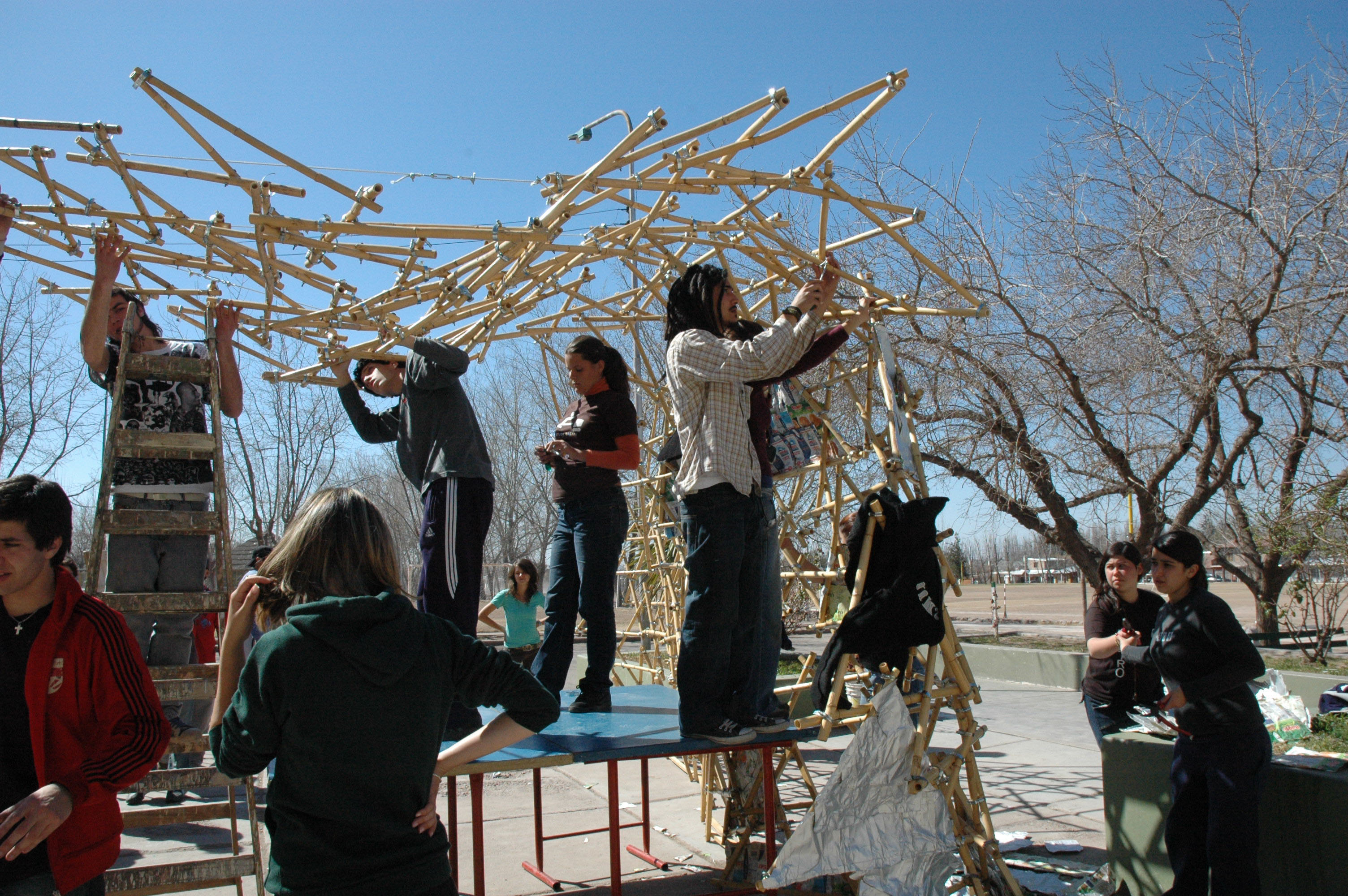
Consolidamento e solidarietà dell’insieme